# ولیکو پوپوک
ولیکو پوپوک (به لاتین: Veliko Pupavce}} یک عوارض جغرافیایی در صربستان است که در Kuršumlija واقع شده‌است.

## خصوصیات
ولیکو پوپوک ۷۹ نفر جمعیت دارد.